# Millicent Fawcett
Millicent Fawcett, född Garrett den 11 juni 1847 i Aldeburgh, Suffolk, död 5 augusti 1929 i London, var en brittisk feminist och en av de mest framträdande rösterna i den brittiska suffragettrörelsen.

## Rösträttskämpe

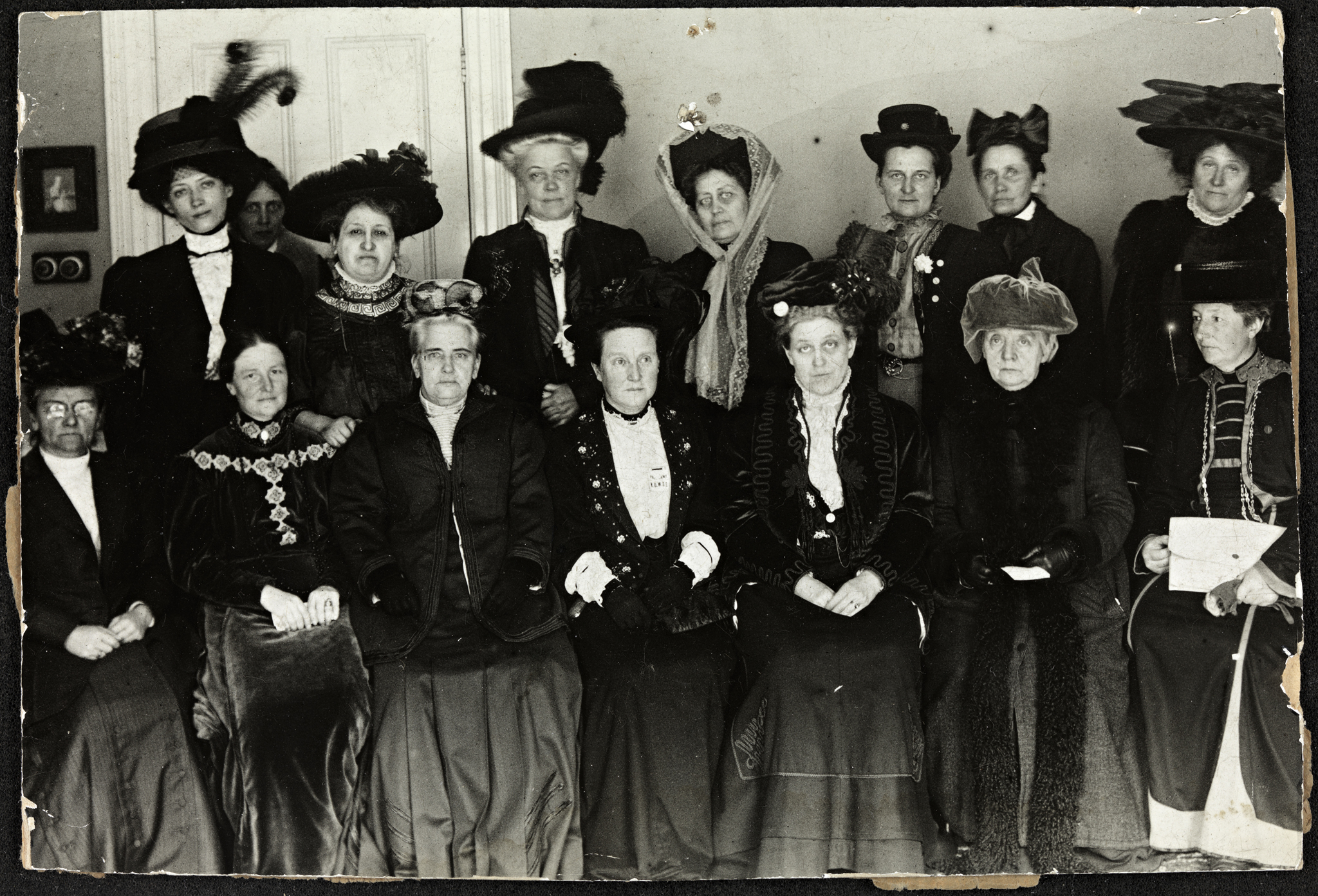
Vid International Woman Suffrage Alliances femte kongress i London 1909 var Fawcett ordförande.
Övre raden: Thora Daugaard (Danmark), Louise Qvam (Norge), Aletta Jacobs (Nederländerna), Annie Furuhjelm (Finland), Fru Mirowitch (Ryssland), Käthe Schirmacher (Tyskland), Fru Honneger, okänd.
Nedre raden: okänd, Anna Bugge (Sverige), Anna Howard Shaw (USA), Millicent Fawcett (ordförande, England), Carrie Chapman Catt (USA), F. M. Qvam (Norge), Anita Augspurg (Tyskland).

Fawcett stod sedan 1860-talets slut i främsta ledet bland kämparna för kvinnans sociala och politiska likställighet med mannen i Storbritannien. Hennes politiska uppvaknade inleddes 1866 när hon lyssnade till den radikale parlamentsledamoten John Stuart Mill. Mill var en tidig förespråkare för kvinnlig rösträtt, och utgick från utilitaristiska och praktiska ståndpunkter. Även systern Elizabeth Garrett Andersons kamp för kvinnans och hennes egen personliga möjlighet att verka som läkare påverkade henne.
Som 19-åring engagerade hon sig i Mills politiska arbete. genom arbetet blev hon bekanta med många andra politiska aktivister, däribland den liberale nationalekonomen och politikern Henry Fawcett. Henry Fawcett var parlamentsledamot för Brighton, och Millicent Fawcett kom att anställas som hans sekreterare. Samtidigt fortsatte hon sin egen karriär som skriftställare, och utgav 1870 boken Political Economy for beginners, som slutligen gavs ut i tio utgåvor över 41 års tid.
Under åren 1890–1919 var Fawcett ordförande i National Union of Women's Suffrage Societies, den största gruppen som kampanjade för kvinnlig rösträtt. Till skillnad från de mer aktivistiska och civilt olydiga frihetskämparna i Women's Social and Political Union under Emmeline Pankhurst tog Fawcett ställning för icke-våldsmetoder, parlamentariskt arbete och förhandlingar.
När Representation of the People Act 1918 antogs i februari 1918 innebar den att män över 21 år oavsett ekonomiska tillgångar och kvinnor över 30 år som bodde i valkretsen eller som själva eller genom sina äkta män hade fastigheter med ett beskattningsvärde över 5 pund fick rösträtt. Samtidigt utökades rösträtten till kommunala myndigheter till att inkludera kvinnor över 21 år på samma villkor som män. Hon kommenterade framgången:
| ”                    | It is almost exactly 61 years ago since I heard John Stuart Mill introduce his suffrage amendment to the Reform Bill on May 20th, 1867. So I have had extraordinary good luck in having seen the struggle from the beginning. | „ |
| – Millicent Fawcett, | |   |

Fawcett fortsatte att verka för att kvinnor skulle likställas med män tills en ny lag röstades igenom 1928. Hon avled följande år.

## Andra Boerkriget
Efter Emily Hobhouses avslöjanden om koncentrationsläger under Andra Boerkriget fick Fawcett en unik möjlighet att leda en Ladies Commission (ungefär damkommitté) för att på plats i Sydafrika undersöka koncentrationslägren. I kommittén fanns också Dr Jane Waterson, Lady Anne Knox, sjuksköterskan Katherine Brereton, barninspektrisen Lucy Deane och Dr Ella Scarlett. Waterson hade familjekopplingar till brittisk militär och Knox make var överste William Knox som själv stred på den brittiska sidan i kriget.
Kommittén utsågs 16 juli 1901 och reste till Sydafrika kort därefter. Kommittén kritiserade koncentrationslägren och deras ledning, men avrådde från att omedelbart stänga lägren. "...att skicka ut 100 000 människor som nu får mat i koncentrationslägren ut i velden för att ta hand om sig själva vore en grymhet; det vore att skicka dem ut i svält..." Parlamentsledamoten Arthur Humphreys-Owen tog fasta på att kommittén konstaterat att lägren planerats för soldater, utan hänsyn till de särskilda behov som kvinnor och barn har.
Trots att Fawcett tidigare kritiserat Hobhouse och Waterson kallat klagomålen för "hysteriskt gnäll" bekräftade kommittén merparten av Hobhouses allvarligaste kritik mot koncentrationslägren. Den höga dödligheten i lägren kopplas till bristande hygien och sanitet under pågående krig, dödsorsaker relaterade till fångarna och dödsorsaker relaterade till lägeradministrationen. I senare parlamentsdebatt framhölls utbrott av mässlingen, undermålig kosthållning och förorenat dricksvatten som exempel på myndigheternas tillkortakommande. Samtidigt uttalade sig kommittén i negativa ordalag om Hobhouses medkänsla för fienden.
När rapporten debatterades i underhuset den 4 mars  föreslog oppositionen ett uttalande som kritiserar hur myndigheterna i Sydafrika verkställt parlamentets beslut att "rensa landet". Kolonialminister Joseph Chamberlain menade dock att boerna hade sig själva att skylla och förslaget röstades ned 230 mot 119 röster.
Fawcettkommittén kom senare att kritiseras för att den enbart fokuserat på de vita boernas situation, och helt bortsett från det lidande som svarta lägerfångar utsattes för.

## Eftermäle

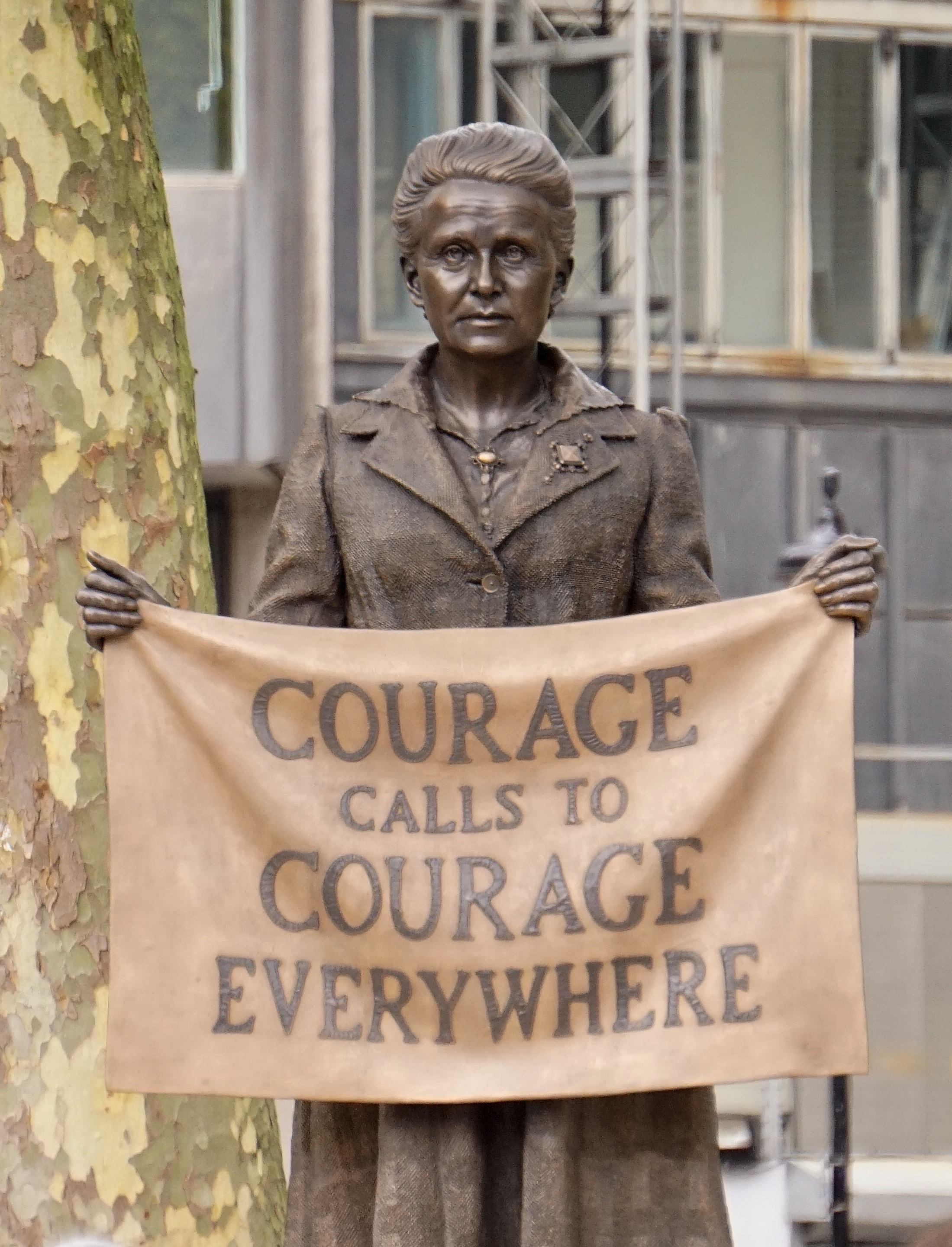
Gillian Wearings staty av dame Millicent Fawcett på Parliament Square i London

Fawcett utsågs till hedersdoktor vid Universitetet i Birmingham 1919. I Nyårslistan 1 januari 1925 meddelade Georg V av Storbritannien att "Millicent Garett, fru Fawcett, fredsdomare" utsetts till ledamot med storkors (engelska: Dame Grand Cross) av Brittiska imperieorden. Hon vann därmed rätt att tilltalas Dame Millicent eller Dame Millicent Fawcett.
Våren 2017 meddelades att Millicent Fawcett skulle få en staty på Parliament Square, London. Statyn, skapad av konstnären Gillian Wearing, invgdes 24 april 2018.